# Elisa Torrini
Elisa Torrini (Roma, 04/10/1989) es una modelo italiana. Ella fue coronada Miss Universo Italia 2011 el 30 de junio de 2011 en la plaza del Soccorso en Forio d'Ischia. Ella es de 1,80 m de altura (5'11 "), uno de los más altos delegados italianos en la historia del certamen. Al ganar el título, Elisa ganó el derecho a representar a su país en el Miss Universo 2011 concurso en São Paulo, Brasil, el 12 de septiembre de 2011.
Como parte de su paquete de premios, Elisa ganó una estancia de una semana en Caracas, Venezuela, durante el mes de agosto para asistir a la prestigiosa Katty Pulido International Academy, donde recibirán una capacitación intensiva en todos los ámbitos de competencia para ayudar a su preparación para el concurso de Miss Universo concurso. Es la primera vez que se envía a un representante italiano en el extranjero para entrenarse para la competencia internacional. Este premio forma parte de un esfuerzo mayor concertada de los titulares de la nueva franquicia de Miss Universo Italia a las embarcaciones de los delegados extremadamente competitivo, en un intento para enganchar la primera corona de Miss Universo siempre en Italia, el país con la mayor colocación en el certamen que nunca ha ganado el título. Otros premios para el ganador incluyen kits de belleza, joyería y una estancia de tres días en un hotel de lujo en Cerdeña.
Se que a otro, Elisa sería el primer delegado italiano para hacerlo en tres años. Claudia Ferrari avanzó a los Top 10 en el concurso de Miss Universo 2008, la colocación de noveno en la final del concurso ganado por Dayana Mendoza de Venezuela